# Mamka

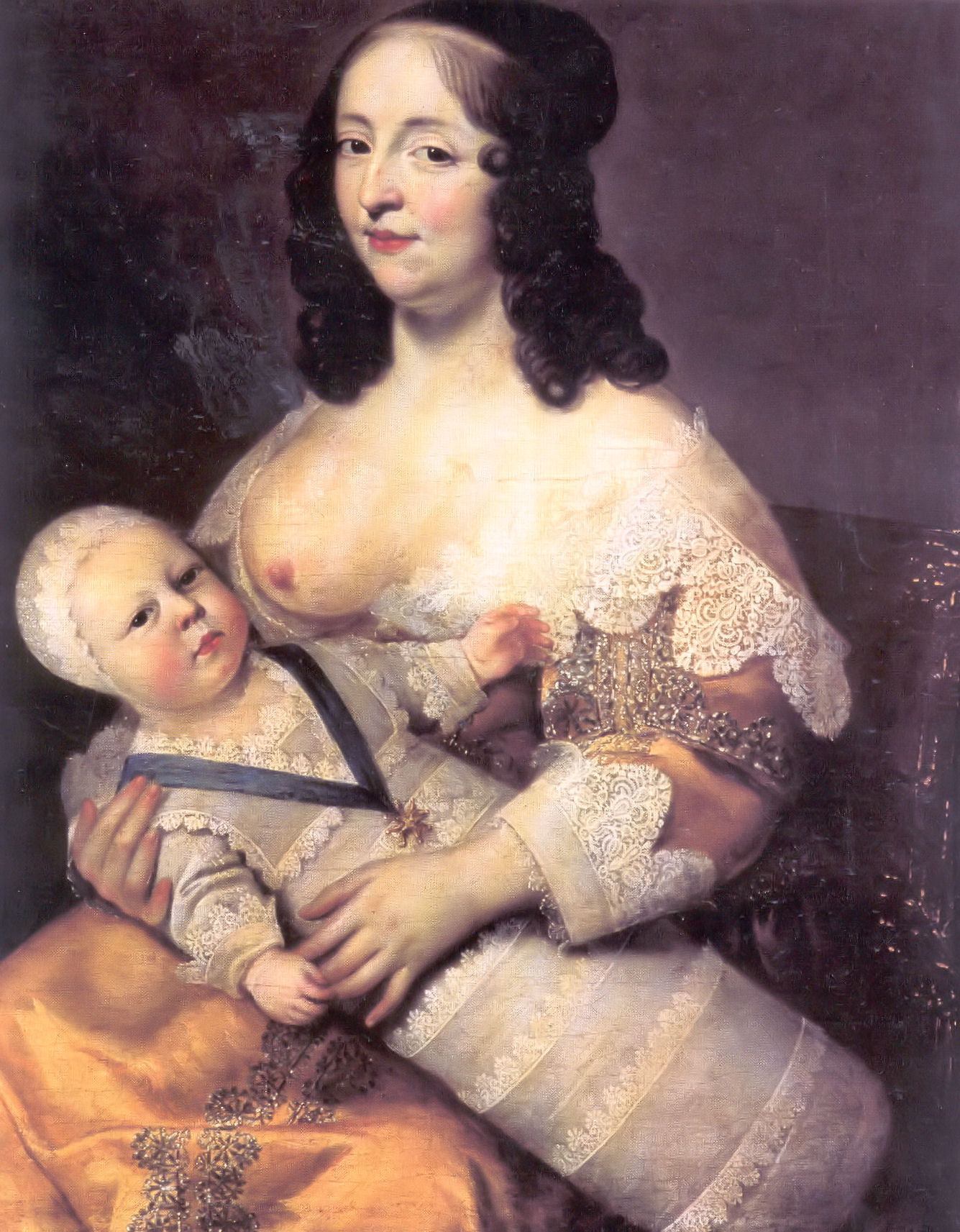
Przyszły król Ludwik XIV wraz ze swoją mamką.

Mamka – kobieta zawodowo trudniąca się karmieniem własną piersią cudzych dzieci (noworodki i niemowlęta), które nie są z nią biologicznie spokrewnione. Zwykle pełni też rolę ich niani i opiekunki i pobiera za te czynności wynagrodzenie. W związku z taką funkcją okres laktacji mamki bywa znacznie przedłużony w stosunku do okresu typowego dla przeciętnej matki.
W dawnych czasach była to dość rozpowszechniona funkcja, ponieważ duża część zamożnego społeczeństwa nie chciała trudzić się osobiście wychowaniem swojego potomstwa. Popularny był zwyczaj (zwłaszcza na zachodzie Europy) oddawania noworodka (niedługo po urodzeniu) na kilka lat na wychowanie i „odchowanie” przez mamkę.
Czasami w takich przypadkach tworzyła się silna więź uczuciowa pomiędzy mamką a jej wychowankiem.
W Polsce zawód ten praktycznie zaniknął.